# コーネリアス (ノースカロライナ州)
コーネリアス（英: Cornelius）は、アメリカ合衆国ノースカロライナ州のメクレンバーグ郡にある町である。人口は3万1412人（2020年）。シャーロット都市圏に含まれる。ノーマン湖の湖畔に位置している。

## 歴史
コーネリアスにあるポッツ・プランテーションが1998年にアメリカ合衆国国家歴史登録財に指定された。1811年に建てられた建物を始め、11の建物、その他で構成され、広さは510.7エーカー (2.07 km2) ある。

## 地理
コーネリアス町はメクレンバーグ郡の北部、ノーマン湖の湖畔にある。座標では北緯35度28分44秒 西経80度53分04秒 / 北緯35.478954度 西経80.884532度 (35.478954, -80.884532)である。ノーマン湖はノースカロライナ州最大の人工湖である。
アメリカ合衆国国勢調査局に拠れば、町域全面積は12.1平方マイル (31 km2)であり、このうち陸地11.8平方マイル (31 km2)、水域は0.3平方マイル (0.78 km2)で水域率は3.20%である。メクレンバーグ郡には州内最大の都市であるシャーロット市があり、その北にある3つの町の1つがコーネリアスである。あとの2つの町はデイビッドソンとハンターズビルであり、コーネリアスと共にシャーロットの郊外ベッドタウンとなっている。

## 人口動態
以下は2010年の国勢調査による人口統計データである。
| 基礎データ - 人口: 24,866 人 - 世帯数: 5,113 世帯 - 家族数: 3,374 家族 - 人口密度: 546.2人/km2（1,415.5 人/mi2） - 住居数: 5,716 軒 - 住居密度: 260.9軒/km2（676.0 軒/mi2） 人種別人口構成 - 白人: 91.65% - アフリカン・アメリカン: 5.62% - ネイティブ・アメリカン: 0.21% - アジア人: 1.24% - 太平洋諸島系: 0.05% - その他の人種: 0.50% - 混血: 0.74% - ヒスパニック・ラテン系: 2.79% 年齢別人口構成 - 18歳未満: 22.4% - 18-24歳: 5.8% - 25-44歳: 36.7% - 45-64歳: 27.2% - 65歳以上:7.9% - 年齢の中央値: 37歳 - 性比（女性100人あたり男性の人口） - 総人口: 102.9 - 18歳以上: 101.9 | 世帯と家族（対世帯数） - 18歳未満の子供がいる: 28.1% - 結婚・同居している夫婦: 56.8% - 未婚・離婚・死別女性が世帯主: 6.5% - 非家族世帯: 34.0% - 単身世帯: 27.0% - 65歳以上の老人1人暮らし: 5.2% - 平均構成人数 - 世帯: 2.34人 - 家族: 2.87人 収入と家計 - 収入の中央値 - 世帯: 83,789米ドル |

## 学校と図書館

### 教育体系
コーネリアス住民の子弟はシャーロット・メクレンバーグ教育学区の学校に通っている。小学校はコーネリアス小学校とJV ウォッシュマン小学校がある。中学校はベイリー中学校とコミュニティ・スクール・オブ・デイビッドソンである。ウィリアム・エイモス・ヒュー高校が2012年8月に開校となり、2,000人以上の生徒を受け入れている。

### 私立学校
- キャノン学校、コンコード市
- デイビッドソン・デイスクール、デイビッドソン町
- グレイス・コブナント・アカデミー、コーネリアス
- ノーマン湖クリスチャン学校、デイビッドソン町
- ニュー・ビギニングス・クリスチャン・アカデミー、コーネリアス
- フェニックス・モンテッソリ・アカデミー、コーネリアス
- セントマークス・グラマースクール、ハンターズビル町
- ウッドローン学校、デイビッドソン町
- サウスレイク・クリスチャン・アカデミー、ハンターズビル町

### 図書館
コーネリアスの町内にはシャーロットとメクレンバーグ郡公共図書館のコーネリアス支所がある。
この図書館はコーネリアスの中心部、カトーバ・アベニューに沿ってあり、州間高速道路77号線出口28番のすぐ東にある。座標は北緯35度28分59.84秒 西経80度51分50.68秒 / 北緯35.4832889度 西経80.8640778度である。